# Johannes Vogel (Sportpädagoge)

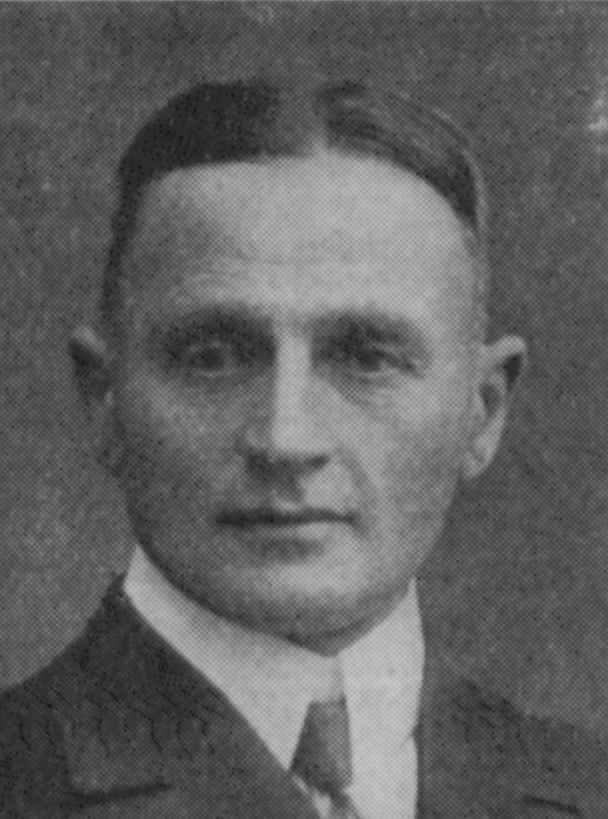
Johannes Vogel (um 1931)

Johannes Emil Vogel (* 29. September 1875 in Fürstenau bei Neuwedell, Landkreis Arnswalde; † nach 1955 wohl in Hannover) war ein deutscher Sportpädagoge.

## Leben
Johannes Vogel war der Sohn des Lehrers Hinrich Vogel. Im September 1895 legte er seine erste Prüfung zum Volksschullehrer ab und trat in den Schuldienst an der Stadtschule in Neuwedell (Pommern) ein. Im November 1897 legte er die zweite Prüfung ab. Im März 1899 legte er an der Königlichen Turnlehrerbildungsanstalt in Berlin die Turn-Fecht- und Schwimmlehrerprüfung ab und wirkte dort von 1901 bis 1902 als Hilfsturnlehrer. Im Anschluss wechselte er als Turnlehrer an die Realschule III nach Hannover. 1912 wurde er nebenamtlich Akademischer Turnlehrer an der Technischen Hochschule Hannover. Im Jahr 1924 wechselte er als Oberschullehrer an die Oberrealschule an der Lutherkirche in Hannover. 1926 wurde er offiziell zum Akademischen Turn- und Sportlehrer an der TH Hannover ernannt. 1928 wurde Vogel Direktor des Instituts für Leibesübungen der Hochschule. 1941 wurde er zum Regierungsrat befördert. Zum 1. April 1947 trat er schließlich in den Ruhestand.

## Ehrungen
- 1947: Ehrenbürger der Technischen Hochschule Hannover
- 1955: Ehrensenator der Technischen Hochschule Hannover